# Katoenplant
Katoenplant (Gossypium) is een geslacht van circa veertig struiken uit de kaasjeskruidfamilie (Malvaceae). Het zijn eenjarige planten en overblijvende (half)struiken. De soorten komen wereldwijd voor in de (sub)tropen. De planten leveren de vezel voor het weven van katoen en uit de zaden wordt katoenolie geperst. 
Op het zaad komt een zeer korte eencellige vezel, zaadpluis, voor die niet van het zaad verwijderd kan worden en niet geschikt is voor het maken van katoendraad. Deze vezels zijn geheel gevuld met cellulose.
Daarnaast komen lange eencellige vezels op het zaad voor, die makkelijk van het zaad loslaten. Deze cellen zijn niet geheel gevuld met cellulose waardoor ze bij het drogen krimpen. De cellulose in deze vezels is spiraalsgewijze gevormd, waardoor de vezel gedraaid is. Door deze twee eigenschappen kan de vezel gesponnen worden tot katoendraad.
Bij sommige rassen is de korte vezel helemaal verdwenen en is alleen nog de lange vezel aanwezig.
De teelt vindt plaats in de tropische en subtropische gebieden van Noord-Amerika, Mexico, Afrika, Azië en Australië.
Voor de teelt van katoen worden de volgende soorten gebruikt:
- Gossypium herbaceum in Azië
- Gossypium arboreum in Azië
- Gossypium barbadense in Peru en Egypte
- Gossypium hirsutum in de Verenigde Staten en Australië

Er wordt alleen witgekleurde katoen geteeld, maar er komen ook soorten voor waarvan de kleur bruin of groen is.
De soort Gossypium tomentosum komt van nature voor op Hawaï en heeft korte bruine vezels, die echter ongeschikt zijn voor de spinnerij. Er zijn ook soorten die geen katoenvezel, maar alleen zaadpluis leveren zoals Gossypium thurberi.
Uit de zaden wordt katoenzaadolie geperst. Een van de bestanddelen van katoenzaadolie is gossypol, een plantengif dat is getest als mannelijk contraceptief en dat een anti-kankerwerking blijkt te hebben.

## Soorten
- Gossypium anapoides J.M.Stewart, Craven, Brubaker & Wendel
- Gossypium anomalum Wawra & Peyr.
- Gossypium arboreum L.
- Gossypium areysianum Deflers
- Gossypium aridum (Rose & Standl.) Skovst.
- Gossypium australe F.Muell.
- Gossypium barbadense L.
- Gossypium bickii (F.M.Bailey) Prokh.
- Gossypium bricchettii (Ulbr.) Vollesen
- Gossypium californicum Mauer
- Gossypium contextum O.F.Cook & J.W.Hubb.
- Gossypium costulatum Tod.
- Gossypium cunninghamii Tod.
- Gossypium darwinii G.Watt
- Gossypium dicladum O.F.Cook & J.W.Hubb.
- Gossypium ekmanianum Wittm.
- Gossypium enthyle Fryxell, Craven & J.M.Stewart
- Gossypium exiguum Fryxell, Craven & J.M.Stewart
- Gossypium gossypioides (Ulbr.) Standl.
- Gossypium harknessii Brandegee
- Gossypium herbaceum L.
- Gossypium hirsutum L.
- Gossypium hypadenum O.F.Cook & J.W.Hubb.
- Gossypium incanum (O.Schwartz) Hillc.
- Gossypium irenaeum Lewton
- Gossypium klotzschianum Andersson
- Gossypium laxum L.Ll.Phillips
- Gossypium lobatum Gentry
- Gossypium londonderriense Fryxell, Craven & J.M.Stewart
- Gossypium longicalyx J.B.Hutch. & B.J.S.Lee
- Gossypium marchantii Fryxell, Craven & J.M.Stewart
- Gossypium morrilli O.F.Cook & J.W.Hubb.
- Gossypium mustelinum Miers ex G.Watt
- Gossypium nelsonii Fryxell
- Gossypium nobile Fryxell, Craven & J.M.Stewart
- Gossypium patens O.F.Cook & J.W.Hubb.
- Gossypium pilosum Fryxell
- Gossypium populifolium (Benth.) F.Muell. ex Tod.
- Gossypium pulchellum (C.A.Gardner) Fryxell
- Gossypium raimondii Ulbr.
- Gossypium robinsonii F.Muell.
- Gossypium rotundifolium Fryxell, Craven & J.M.Stewart
- Gossypium schwendimanii Fryxell & S.D.Koch
- Gossypium somalense (Gürke) J.B.Hutch., Silow & S.G.Stephens
- Gossypium stephensii J.P.Gallagher, C.E.Grover & Wendel
- Gossypium stocksii Mast.
- Gossypium sturtianum (R.Br.) J.H.Willis
- Gossypium thurberi Tod.
- Gossypium timorense Prokh.
- Gossypium tomentosum Nutt. ex Seem.
- Gossypium trifurcatum Vollesen
- Gossypium trilobum (DC.) Skovst.
- Gossypium triphyllum (Harv.) Hochr.
- Gossypium turneri Fryxell
- Gossypium vollesenii Fryxell

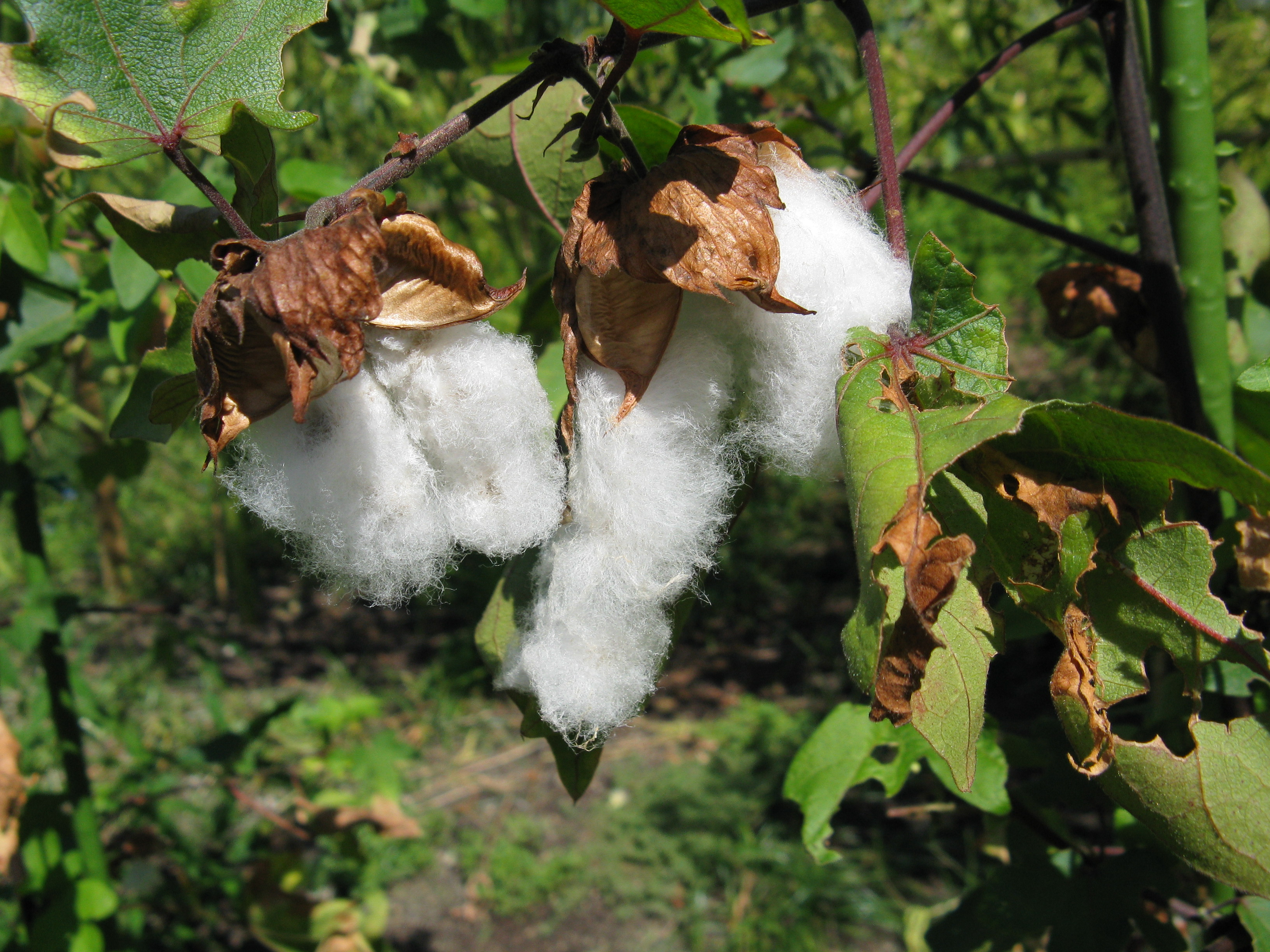
Gossypium arboreum in Osaka, Japan
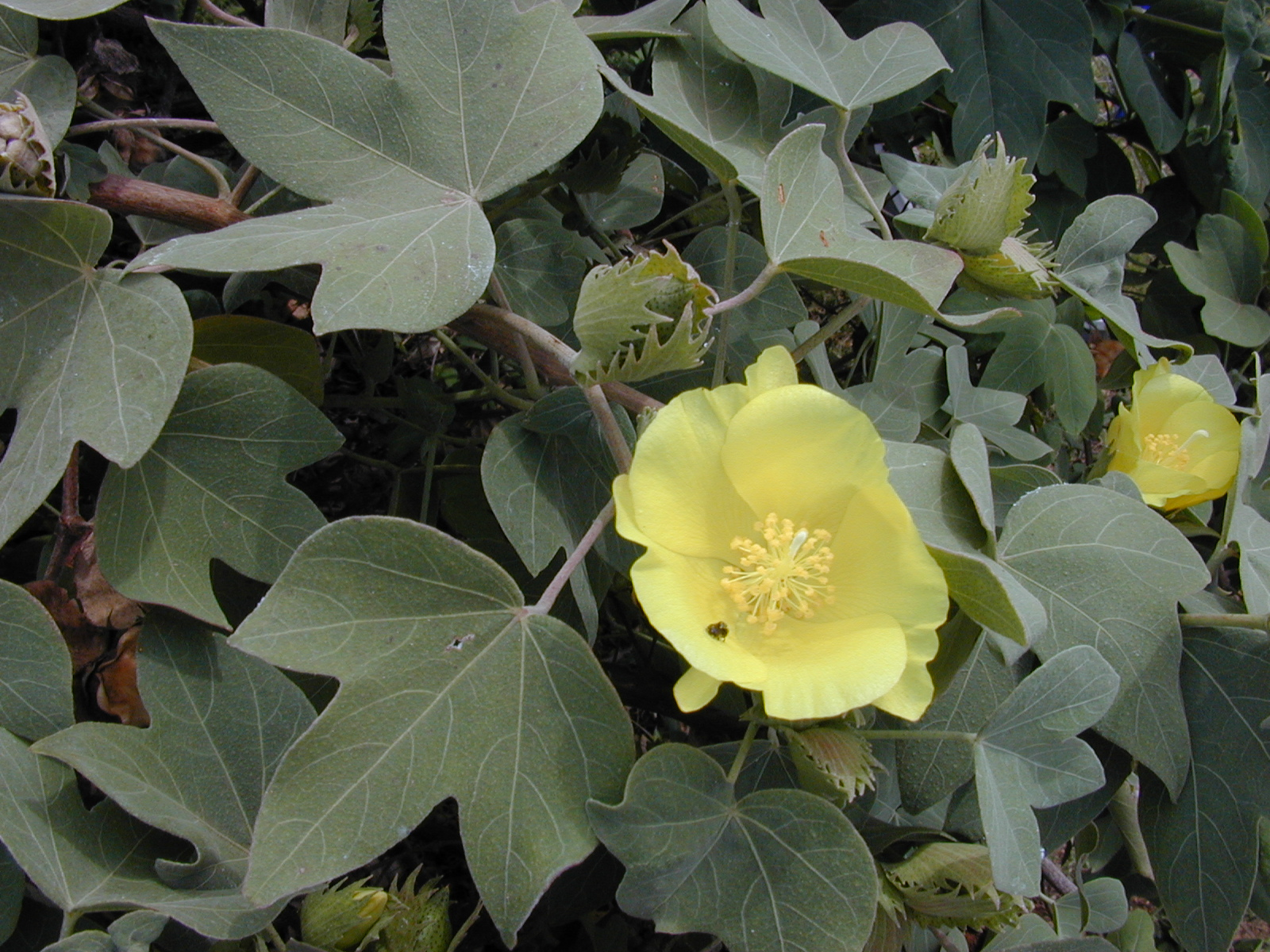
Gossypium tomentosum in Maui, Kalepolepo Kihei
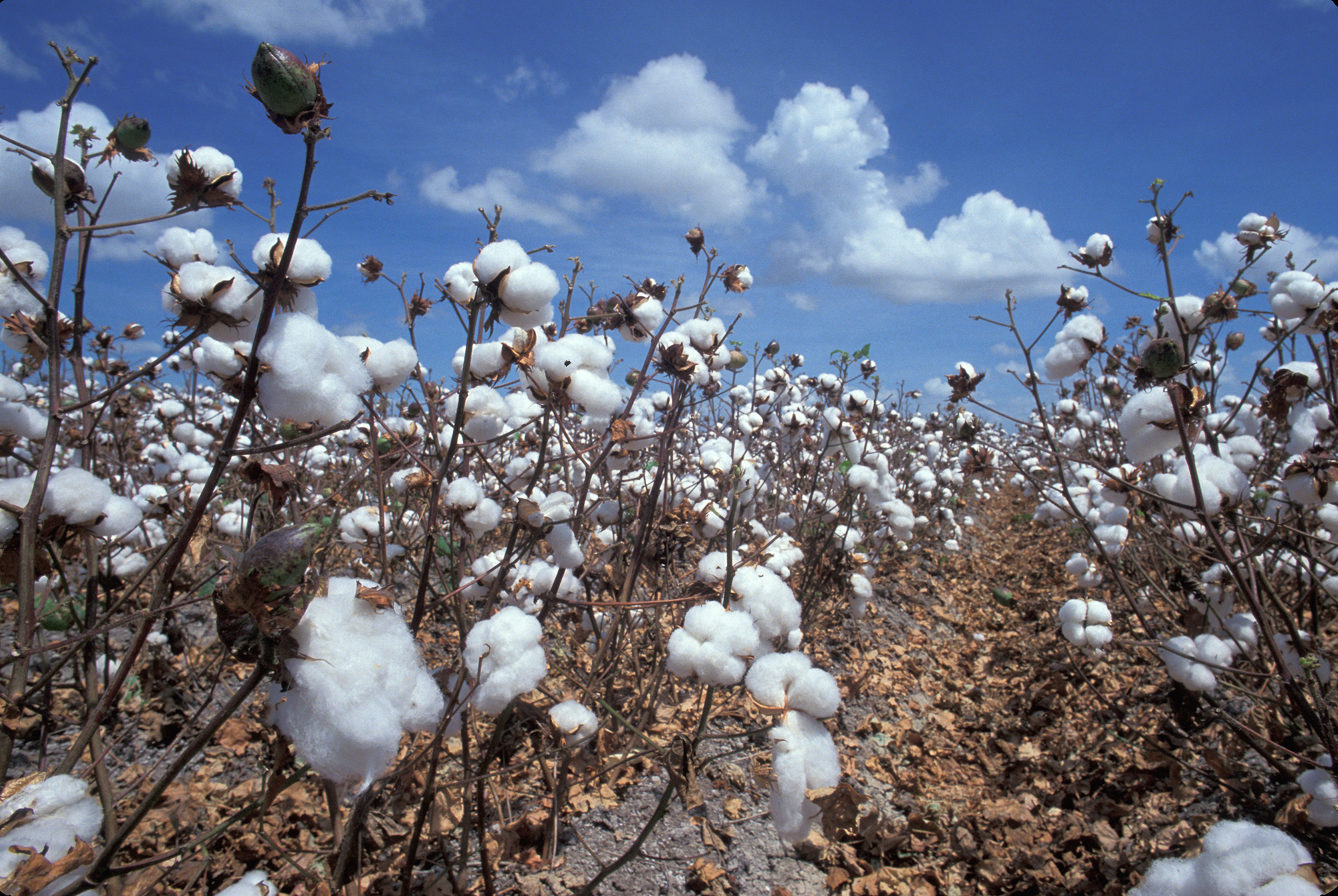
Katoenplant met rijpe zaadbollen
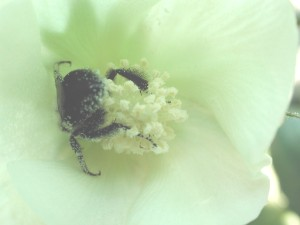
Bloem met hommel
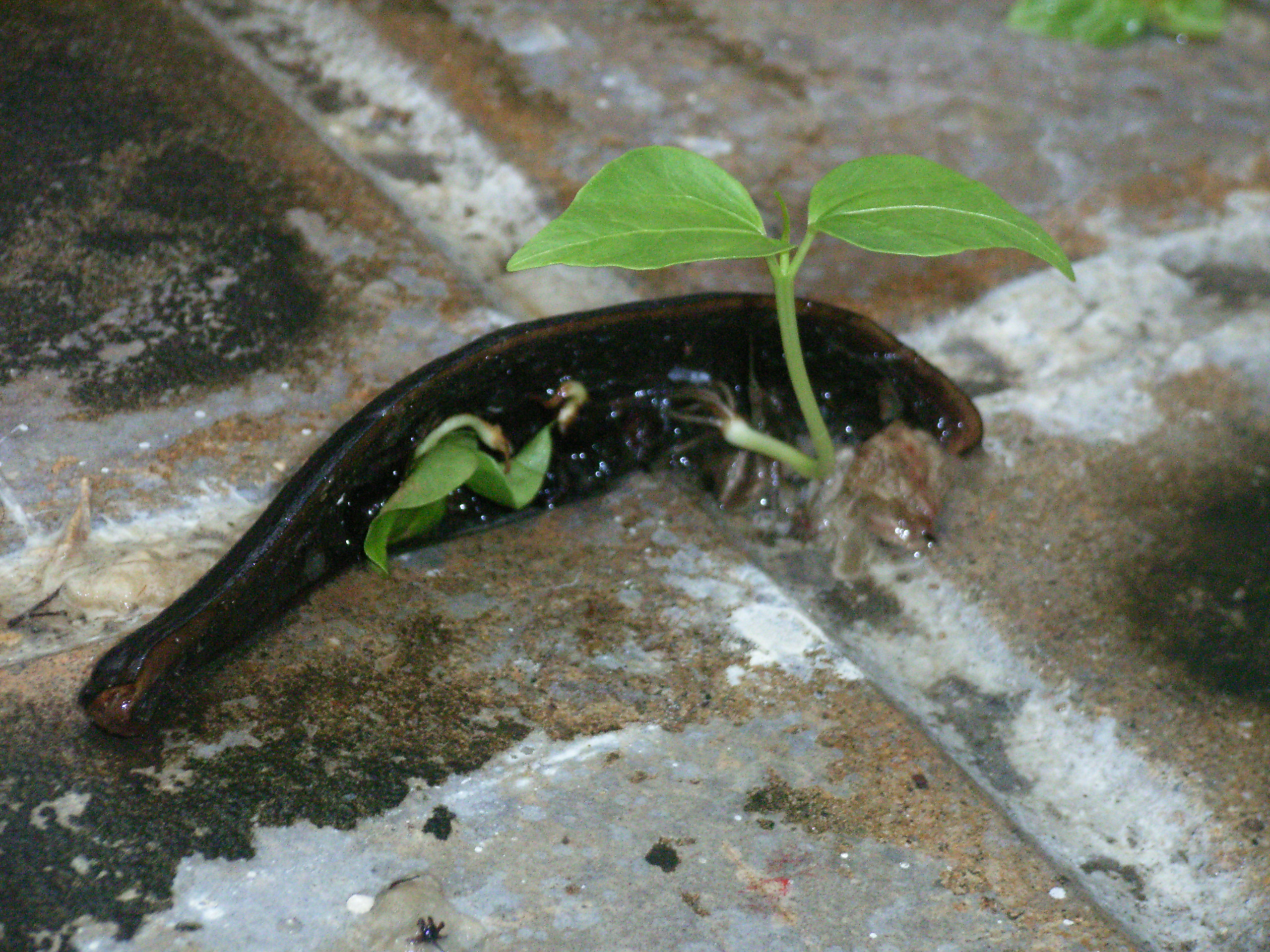
Kiemplant
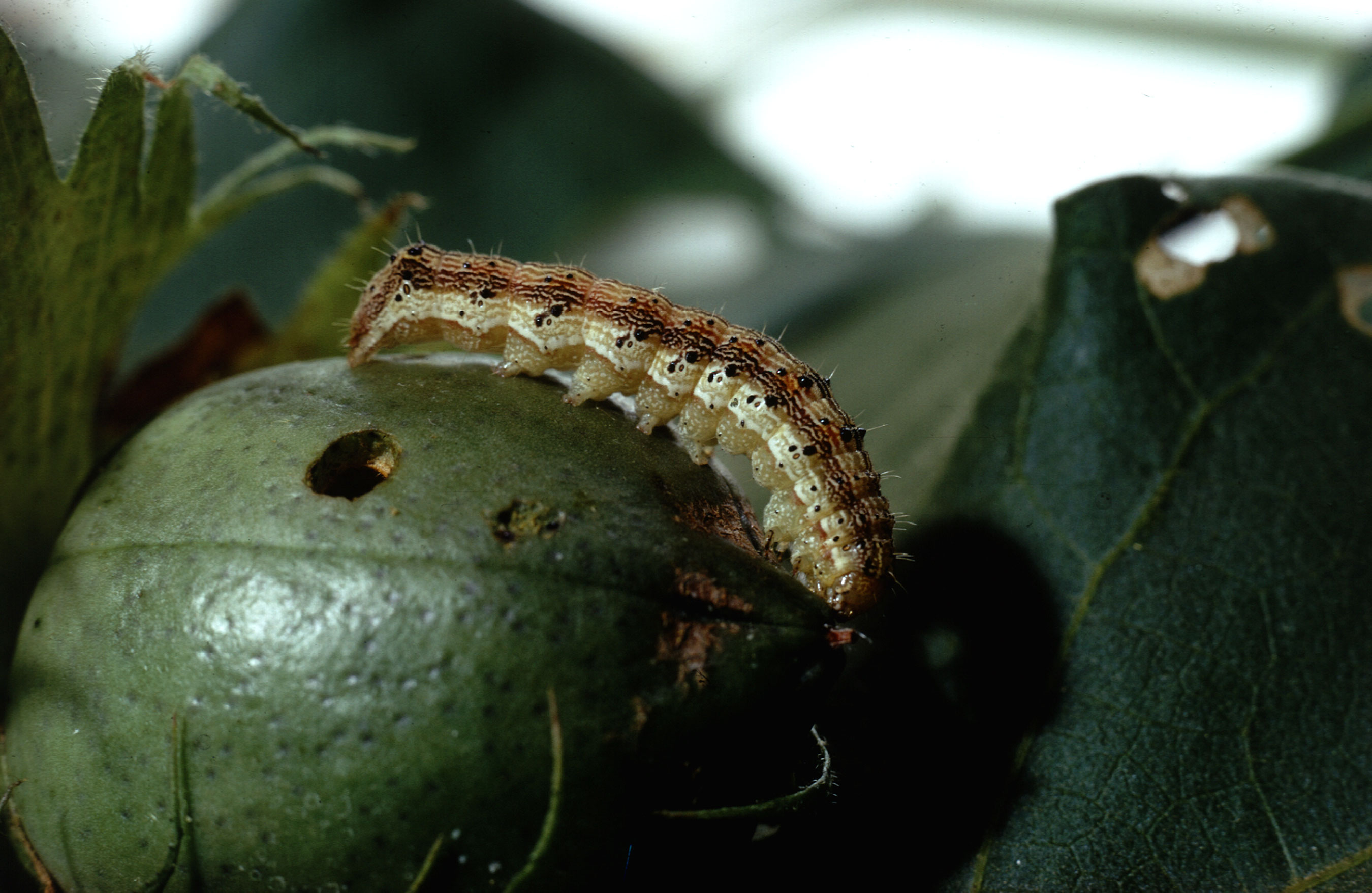
Helicoverpa zea op een onrijpe katoenvrucht

... · 
Abelmoschus · 
Abroma · 
Abutilon · 
Acaulimalva · 
Acropogon · 
Akrosida · 
Allosidastrum · 
Allowissadula · 
Apeiba · 
Ayenia · 
Bakeridesia · 
Adansonia (Baobab) · 
Alcea · 
Althaea (Heemst) · 
Anisodontea · 
Anoda · 
Argyrodendron · 
Bastardia · 
Berrya · 
Bombax · 
Brachychiton · 
Brownlowia · 
Burretiodendron · 
Byttneria · 
Callirhoe · 
Carpodiptera · 
Cavanillesia · 
Ceiba · 
Chiranthodendron · 
(Chorisia) · 
Cola · 
Colona · 
Commersonia · 
Corchorus · 
Craigia · 
Cristaria · 
Cullenia · 
Diplodiscus · 
Dombeya · 
Duboscia · 
Durio · 
Entelea · 
Eremalche · 
Eriolaena · 
Eriotheca · 
Firmiana · 
Franciscodendron · 
Fremontodendron · 
Fuertesimalva · 
Glyphaea · 
Gossypium (Katoenplant) · 
Grewia · 
Guichenotia · 
Gynatrix · 
Gyranthera · 
Hampea · 
Hannafordia · 
Helicteres · 
Heliocarpus · 
Herissantia · 
Heritiera · 
Hermannia · 
Hibiscadelphus · 
Hibiscus · 
Hildegardia · 
Hoheria · 
Horsfordia · 
Howittia · 
Huberodendron · 
Iliamna · 
Keraudrenia · 
Kleinhovia · 
Kokia · 
Kosteletzkya · 
Kostermansia · 
Kydia · 
Lagunaria · 
Lasiopetalum · 
Lavatera · 
Lawrencia · 
Lebronnecia · 
Luehea · 
Lysiosepalum · 
Macrostelia · 
Malacothamnus · 
Malope · 
Malva (Kaasjeskruid) · 
Malvaviscus · 
Malvella · 
Matisia · 
Megistostegium · 
Melhania · 
Melochia · 
Microcos · 
Nayariophyton · 
Nesogordonia · 
Ochroma · 
Pachira · 
Palaua · 
Pavonia · 
Pentace · 
Pentaplaris · 
Phragmotheca · 
Phymosia · 
Pseudobombax · 
Pterospermum · 
Pterygota · 
Quararibea · 
Radyera · 
Reevesia · 
Rhodognaphalon · 
Robinsonella · 
Rulingia · 
Scaphium · 
Scaphopetalum · 
Schoutenia · 
Scleronema · 
Senra · 
Sida · 
Sidalcea · 
Sparrmannia · 
Sphaeralcea · 
Sterculia · 
Symphyochlamys · 
Talipariti · 
Theobroma · 
Thespesia · 
Thomasia · 
Tilia (Linde) · 
Triplochiton · 
Triumfetta · 
Trochetia · 
Trochetiopsis · 
Urena · 
Waltheria · 
Wercklea · 
Wissadula · 
...